# WJSN
WJSN (кор. 우주소녀, ром: WuJuSoNyeo, кит. 宇宙少女; также известны как Cosmic Girls) — южнокорейская гёрл-группа, сформированная в 2016 году компаниями Starship Entertainment и Yuehua Entertainment. В состав группы входят десять девушек: Экси (лидер), Сольа, Бона, Субин, Луда, Давон, Ынсо, Ёрым, Даён и Ёнчжон. Дебют состоялся 25 февраля 2016 года с мини-альбомом Would You Like?. Сюани, ЧенСяо и Мейчи покинули группу 3 марта 2023 года.

## История

### Предебют и формирование
Первой участницей Cosmic Girls, которая показалась на публике, была Сольа, снявшаяся в музыкальном клипе Boyfriend «Janus» в 2012 году. Второй участницей, представленной публике, была Даён, бывшая конкурсантка первого сезона шоу K-Pop Star. Третьей участницей была Давон, которая также участвовала в K-pop Star, но уже во втором сезоне. Четвёртой была Экси, являющаяся участницей южнокорейского женского рэп-конкурса Unpretty Rapstar 2. Дальше была Ынсо, которая снялась в клипе Monsta X «Rush».
1 декабря 2015 года компания Starship Entertainment начала публиковать информацию о новой женской группе через несколько социальных платформ, таких как Twitter и Instagram, опубликовав изображение планеты и орбиты в виде сердца. 2 декабря Starship Entertainment продолжили дразнить публику, разместив ещё одну тизер-фото с силуэтом, глядящим на орбитальный знак сердца — этот образ стал официальным логотипом WJSN. Первый юнит «Wonder», состоящий из участниц ЧенСяо, Бона и Даён, был показан публике 10 декабря. Второй юнит под названием «Joy», в который вошли Ёрым, Ынсо и Сюани, был представлен 17 декабря. Третий юнит под названием «Sweet» был представлен 24 декабря, в него входят Сольа, Экси и Субин. И финальный юнит, «Natural», состоящий из участниц Мейчи, Луда и Давон, был показан 31 декабря.
21 декабря восемь участниц Cosmic Girls (Сольа, Экси, Даён, Бона, Ынсо, Давон, ЧенСяо и Мейчи) выпустили рождественский кавер «All I Want for Christmas Is You» Мэрайи Кэри через канал YouTube JuseTV.

### 2016: Дебют сWould You Like?иThe Secret
2 января 2016 года участницы Сюани, Экси, Давон, Ынсо и ЧенСяо снялись в новогоднем клипе UNIQ. 10 января 2016 года Starship Entertainment начало выпускать тизеры «Play-File». 20 января 2016 года в февральском номере Cosmopolitan Korea в статье под названием «Next Body Icon, Cosmic Girls!», были опубликованы фото Сольа, Сюани, Боны, Экси, Ынсо и ЧенСяо. 1 февраля 2016 года Ынсо снялась в видеоклипе Ю Сыну «Anything» вместе с Чонмином из Boyfriend и Кихёном из Monsta X.
Cosmic Girls дебютировали 25 февраля 2016 года, выпустив мини-альбом Would You Like? с заглавными треками «Mo Mo Mo» и «Catch Me». 24 февраля вышел видеоклип на песню «Mo Mo Mo», в котором участвовал сам Ли Кван Су, а 9 марта вышло музыкальное видео «Catch Me». Группа провела свой дебютное выступление 25 февраля на M!Countdown, выступив с «Catch Me» и «Mo Mo Mo».
11 июля Starship Entertainment подтвердили, что Ёнджон, стажер этой компании и участница временной группы I.O.I, присоединится к группе. Ёнджон начала продвигаться с группой в августе. С её добавлением в группу все саб-юниты группы перестали существовать. В том же месяце Сольа, Экси, Субин, Ынсо, ЧенСяо, Ёрым и Даён объединились с участниками группы Monsta X для создания юнита «Y-Teen». Это юнит, который будет продвигаться в качестве моделей CF для тарифного обслуживания KT, выпуска песен, музыкальных видео и различных материалов. 17 августа Cosmic Girls выпустили свой второй мини-альбом The Secret со всеми 13 участницами. Группа начала продвигать заглавный трек «Secret» на музыкальных шоу.

### 2017—2018:From. WJSNи первый полноформатный альбом
4 января 2017 года Cosmic Girls выпустили свой третий мини-альбом под названием From. WJSN, состоящий из шести новых песен, включая заглавный трек «I Wish» (кор.: 에게 닿기 를 를).
11 января Starship Entertainment представил название официального фан-клуба Ujung (Hangul: 우정), означающее «Дружба». Ujung также является аббревиатурой космической станции.
Cosmic Girls провели свой первый сольный концерт, Would You Like — Happy Moment, с 19 по 20 мая в Blue Square Samsung Card Hall.
Первый полноформатный альбом Cosmic Girls, Happy Moment, был выпущен 7 июня 2017 года, он содержит в общей сложности десять треков, включая ведущий сингл «Happy». Альбом возглавил продажи, заняв первое место в дневном и реальном чартах Hanteo.
27 февраля 2018 года Cosmic Girls выпустили свой четвёртый мини-альбом Dream Your Dream, который состоит из шести треков, включая ведущий сингл «Dreams Come True». Их возвращение состоялось в Концертном зале Yes24 в тот же день, что и релиз альбома.
1 июня Cosmic Girls и Weki Meki сформировали проектную группу под названием WJMK и выпустили цифровой сингл «Strong».
Две китайские участницы Мэйчи и Сюани участвовали в китайской версии шоу на выживания Produce 101 в первой половине 2018 года.
Мэйчи заняла первое место, а Сюани второе, они стали участницами временной группы Rocket Girls 101. Они будут продвигаться с группой до 2020 года, и на время прервут деятельность в своей группе.
19 сентября Cosmic Girls вернулись со своим пятым мини-альбомом WJ Please?. Китайские участницы, Чэн Сяо, Мэйчи и Сюани, не участвовали в возвращении группы и Cosmic Girls продолжили промоушен в качестве десяти участниц.
Мэйчи и Сюани готовились для дебюта с Rocket Girls 101, в то время как Чэн Сяо снималась в дормае Legend of Awakening, китайскую историческую фэнтезийную драму в качестве второй ведущей актрисы, которая стало её актёрским дебютом.
2 октября группа получила свою первую победу на музыкальном шоу The Show.

### 2019—2020:WJ Stay?,For The Summer, концертный тур,As You Wish,Neverlendи первый саб-юнит
8 января 2019 года Cosmic Girls выпустили свой шестой мини-альбом WJ Stay?, который состоит из семи треков, включая ведущий сингл «La La Love». Группа продолжала продвигаться в качестве десяти участниц, причем китайские участницы, Чэн Сяо, Мэйчи и Сюани, не смогли принять участие в возвращении из-за предыдущих обязательств.
23 апреля вышел первый сольный сингл Мейчи «<犟> (JIANG)».
Второй сольный концерт Cosmic Girls, Would You Stay — Secret Box, состоялся 2 и 3 марта в зале Blue Square Imarket. 4 июня состоялся релиз специального летнего альбома For the Summer с заглавным синглом «Boogie Up».
В августе Cosmic Girls провели свой первый концертный тур под названием WJSN 1st Mini Live 2019 «Would You Like?» Zepp Tour in Japan, который стартовал 17 августа в Zeppelin DiverCity в Токио.
19 ноября Cosmic Girls выпустили свой седьмой мини-альбом As You Wish с одноимённым заглавным синглом.
В 2020 году Cosmic Girls провели свой третий концерт WJSN Concert «Obliviate», начавшийся 22 февраля в Олимпийском зале Сеула, Южная Корея, и завершившийся 22 марта в Тоёсу Токио, Япония.
9 июня Cosmic Girls выпустили свой восьмой мини-альбом Neverland, включая заглавный трек «Butterfly».
23 сентября Cosmic Girls объявили о создании нового саб-юнита WJSN Chocome, в который вошли Субин, Луда, Ёрым и Даён. Они выпустили свой дебютный сингл-альбом Hmph!, и его заглавный трек с тем же названием 7 октября.

### 2021-н.в:Unnatural, дебют второго саб-юнита,Queendom 2иSequence
31 марта 2021 года WJSN выпустили свой девятый мини-альбом Unnatural с одноимённым заглавным синглом.
26 апреля WJSN объявили о создании своего второго саб-юнита WJSN The Black с участием Сольа, Экси, Боны и Ынсо, а также анонсировали свой первый сингл My Attitude и его заглавный трек «Easy», который был выпущен 12 мая.
23 сентября WJSN выпустили промо-сингл «Let Me In» через Universe Music для мобильного приложения Universe.
5 января 2022 года WJSN Chocome выпустили свой второй сингловой-альбом Super Yuppers!. 21 февраля было подтверждено, что WJSN примут участие во втором сезоне Queendom.
6 мая Starship Entertainment объявили, что 11 и 12 июня Cosmic Girls проведут концерт под названием «2022 Cosmic Girls Concert Wonderland» в Олимпийском зале.
После их победы на Queendom 2 было объявлено, что WJSN вернутся 5 июля со своим первым специальным сингловым-альбомом Sequence с заглавным треком «Last Sequence».
3 марта 2023 года Starship Entertainment объявили, что Сюаньи, ЧэнСяо и Мэйчи покинули WJSN после истечения срока их контрактов. В том же объявлении также было объявлено, что Луда и Давон решили не продлевать свои контракты, но не уточнили, останутся ли они в группе.

## Участницы
| Сценический псевдоним | Сценический псевдоним | Настоящее имя | Настоящее имя | Дата рождения | Позиция в группе                       |
| Основной              | Другой                | На русском    | Хангыль       | Дата рождения | Позиция в группе                       |
| --------------------- | --------------------- | ------------- | ------------- | ------------- | -------------------------------------- |
| Экси                  | Exy                   | Чу Со Чжон    | 추소정        | 06.11.1995    | Лидер, главный рэпер                   |
| Сольа                 | Seola                 | Ким Хён Чжон  | 김현정        | 24.12.1994    | Ведущая вокалистка                     |
| Бона                  | Bona                  | Ким Чжи Ён    | 김지연        | 19.08.1995    | Ведущий танцор, саб-вокалистка, вижуал |
| Субин                 | Soobin                | Пак Су Бин    | 박수빈        | 14.07.1996    | Главная вокалистка                     |
| Луда                  | Luda                  | Ли Лу Да      | 이루다        | 06.02.1997    | Саб-вокалистка, рэпер                  |
| Давон                 | Dawon                 | Нам Да Вон    | 남다원        | 27.05.1997    | Главная вокалистка                     |
| Ынсо                  | Eunseo                | Сон Чжу Ён    | 손주연        | 27.05.1998    | Вокалистка, рэпер                      |
| Ёрым                  | Yeoreum               | Ли Чжин Сук   | 이진숙        | 10.01.1999    | Вокалистка, саб-рэпер                  |
| Даён                  | Dayoung               | Им Да Ён      | 임다영        | 14.05.1999    | Ведущая вокалистка                     |
| Ёнчжон                | Yeonjung              | Ю Ён Чжон     | 유연정        | 03.08.1999    | Главная вокалистка, центр, макнэ       |

### Бывшие участницы
| Сценический псевдоним | Сценический псевдоним | Настоящее имя | Настоящее имя | Дата рождения | Позиция в группе                   |
| Основной              | Другой                | На русском    | Ханча         | Дата рождения | Позиция в группе                   |
| --------------------- | --------------------- | ------------- | ------------- | ------------- | ---------------------------------- |
| Сюани                 | Xuanyi                | Ву Сюани      | 吴宣仪        | 26.01.1995    | Ведущий танцор, вокалистка         |
| ЧенСяо                | ChengXiao             | Чен Сяо Сяо   | 程瀟瀟        | 15.07.1998    | Главный танцор, вокалистка, вижуал |
| Меэйчи                | Meiqi                 | Мэн Мэй Чи    | 孟美岐        | 15.10.1998    | Главный танцор, вокалистка         |

## Саб-юниты
- WJSN Chocome (кор. 우주소녀 쪼꼬미) — Субин, Луда, Ёрым, Даён.
- WJSN The Black (кор. 우주소녀 더블랙) — Сольа, Бона, Экси, Ынсо.

## Дискография

### Студийные альбомы
- Happy Moment (2017)

### Мини-альбомы
- Would You Like? (2016)
- The Secret (2016)
- From. WJSN (2017)
- Dream Your Dream (2018)
- WJ Please? (2018)
- WJ Stay? (2019)
- As You Wish (2019)
- Neverland (2020)
- Unnatural (2021)

## Фильмография

### Реалити-шоу
| Год  | Название                               | Телеканал      | Примечания                                     |
| ---- | -------------------------------------- | -------------- | ---------------------------------------------- |
| 2016 | Would You Like Girls (My Cosmic Diary) | Mnet           | Ёнджон присоединилась в последнем эпизоде      |
| 2017 | Living Together in Empty Room          | MBC            | Главная концепция обмена с шеф-поваром О Седун |
| 2017 | Watch WJSN Show                        | JTBC2 & V LIVE | Трансляция в ноябре 2017.                      |
| 2022 | Queendom 2                             | Участницы      | [ 41 ]                                         |

## Концерты и туры
Хэдлайнеры
- WJSN 1st Mini Live 2019 «Would You Like?» Zepp Tour in Japan (2019)

Концерты
- WJSN 1st Concert: Would You Like — Happy Moment (2017)[48][49]
- WJSN 2nd Concert: Would You Stay — Secret Box (2019)[50][51]
- 2020 WJSN Concert «Obliviate» (2020)
- 2022 WJSN Concert «Wonderland» (2022)

## Награды и номинации

### M! Countown в Китае
| Год  | Категория          | Получатель          | Результат |
| ---- | ------------------ | ------------------- | --------- |
| 2016 | Rookie of the Year | WJSN (Cosmic Girls) | Выиграли  |

### Asia Artist Awards
| Год  | Категория                              | Получатель          | Рузльтат  |
| ---- | -------------------------------------- | ------------------- | --------- |
| 2016 | Most Popular Artists (Singer) — Top 50 | WJSN (Cosmic Girls) | 48-е      |
| 2016 | Rising Star Award                      | WJSN (Cosmic Girls) | Выиграли  |
| 2017 | Most Popular Artists (Singer) — Top 50 | WJSN (Cosmic Girls) | Номинация |
| 2018 | New Wave Award                         | WJSN (Cosmic Girls) | Победа    |

### Mnet Asian Music Awards
| Год  | Категория                         | Получатель          | Результат    |
| ---- | --------------------------------- | ------------------- | ------------ |
| 2016 | Best New Artist (Female Group)    | WJSN (Cosmic Girls) | Номинированы |
| 2016 | HotelsCombined Artist of the Year | WJSN (Cosmic Girls) | Номинированы |

### MelOn Music Awards(MMA)
| Год  | Категория       | Получатель          | Результат   |
| ---- | --------------- | ------------------- | ----------- |
| 2016 | Best New Artist | WJSN (Cosmic Girls) | Номинирован |

### Seoul Success Awards
| Год  | Категория           | Получатель          | Результат |
| ---- | ------------------- | ------------------- | --------- |
| 2016 | Rookie Of The Year  | WJSN (Cosmic Girls) | Победа    |
| 2017 | New Artist Award    | WJSN (Cosmic Girls) | Номинация |
| 2017 | Bonsang Award       | WJSN (Cosmic Girls) | Номинация |
| 2017 | EPK Discovery Award | WJSN (Cosmic Girls) | Победа    |

### Golden Disk Awards
| Год  | Категория              | Получатель          | Результат |
| ---- | ---------------------- | ------------------- | --------- |
| 2017 | New Artist of the Year | WJSN (Cosmic Girls) | Номинация |
| 2019 | WJ Please?             | WJSN (Cosmic Girls) | Номинация |

### Seoul Music Awards
| Год  | Категория           | Получатель          | Результат |
| ---- | ------------------- | ------------------- | --------- |
| 2017 | EPK Discovery Award | WJSN (Cosmic Girls) | Выиграли  |

### Korean Entertainment Arts Awards
| Год  | Категория        | Получатель          | Результат |
| ---- | ---------------- | ------------------- | --------- |
| 2017 | New Artist Award | WJSN (Cosmic Girls) | Выиграли  |

### MTV Europe Music Awards
| Год  | Категория       | Получатель          | Результат   |
| ---- | --------------- | ------------------- | ----------- |
| 2018 | Best Korean Act | WJSN (Cosmic Girls) | Номинирован |

### V Live (website)Awards
| Год  | Номинируемая работа | Категория     | Результат |
| ---- | ------------------- | ------------- | --------- |
| 2019 | WJSN (Cosmic Girls) | Artist Top 10 | Победа    |